# Lotnisko bielańskie

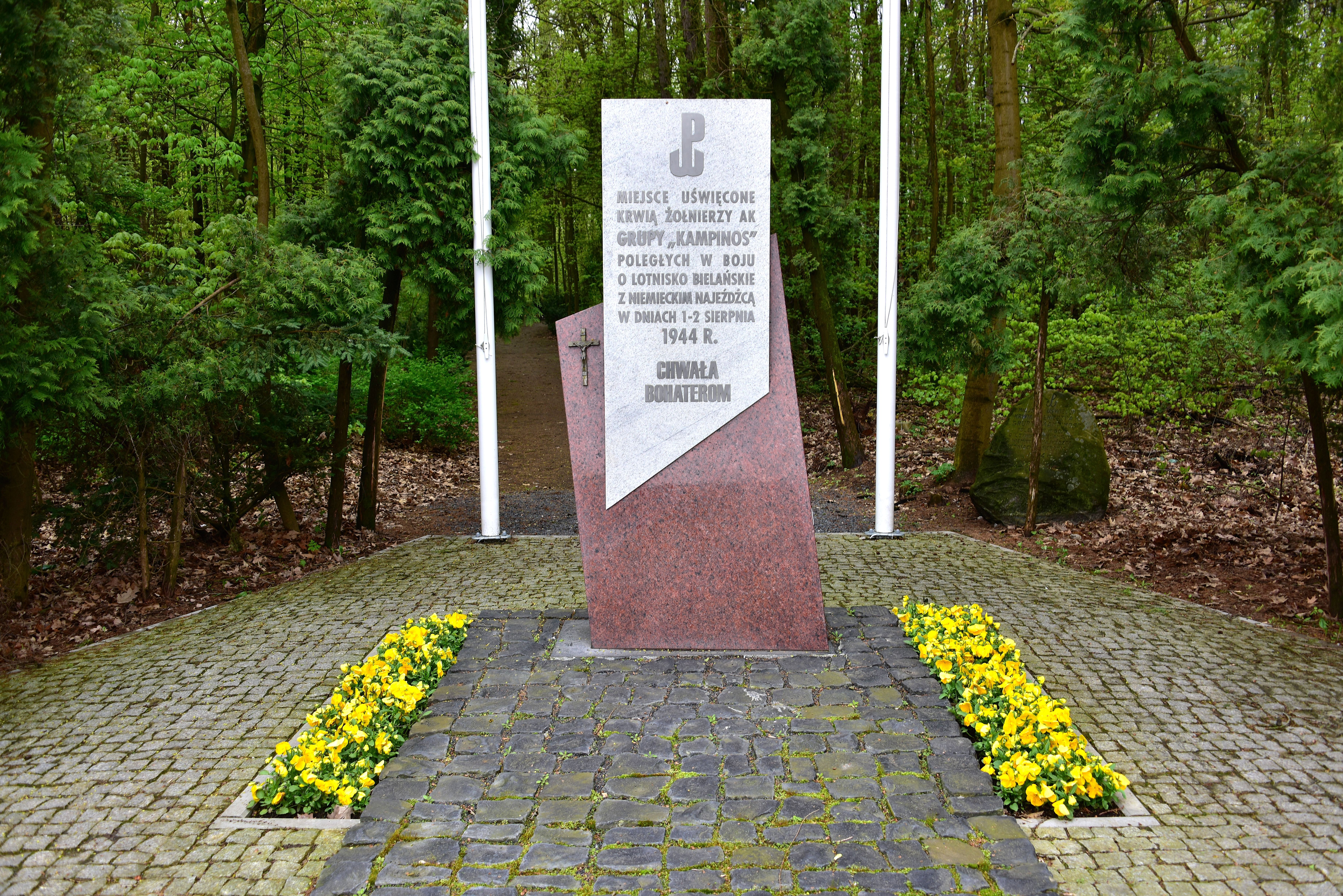
Upamiętnienie żołnierzy AK poległych w ataku na lotnisko przy ul. Michaliny

Lotnisko bielańskie, także Lotnisko Bielany – lotnisko wojskowe (pierwotnie planowane jako sportowe), istniejące od końca lat 30. do początku lat 50. XX wieku w warszawskiej dzielnicy Bielany.

## Historia
Po 1918 zapadła decyzja o likwidacji lotniska mokotowskiego i budowie zamiast niego trzech nowych: wojskowego na Okęciu, cywilnego na Gocławiu oraz sportowego na Bielanach. W 1937 zapadła ostateczna decyzja o budowie lotniska na należącym do Skarbu Państwa terenie dawnego poligonu armii rosyjskiej między Młocinami, Lasem Bielańskim i Wawrzyszewem. Pole wzlotów w kształcie elipsy miało mieć powierzchnię 180 ha, a cały obszar lotniska 214 ha.
Budowę lotniska bielańskiego rozpoczęto w 1938 od osuszenia, splantowania i utwardzenia terenu. Nie przewidywano betonowego pasa startowego, gdyż lekkim samolotom sportowym wystarczała trawiasta nawierzchnia. Wiosną 1939 rozpoczęła się budowa trzech hangarów.
W czasie II wojny światowej nieukończone lotnisko został zajęte i rozbudowane przez Niemców (m.in. powstał tam kilkusetmetrowy utwardzony pas startowy). Teren lotniska został powiększony, powstały tam m.in. baraki dla żołnierzy. W 1944 stacjonowały tu cztery jednostki rozpoznawcze Luftwaffe. Znajdowała się tutaj także tymczasowa baza dla formacji lotniczych wycofywanych dla uzupełnienia stanów i sprzętu z frontu wschodniego. 
W nocy z 3 na 4 maja 1944 teren lotniska został zaatakowany w tzw. akcji Bielany przez oddział Osjana, w czasie którego zniszczono 5 samolotów Ju-52/3m oraz uszkodzono kilka innych samolotów. Atak ten był zaskoczeniem dla Niemców, podejrzewano nawet, że zniszczenia nastąpiły w wyniku alianckiego nalotu, dzięki czemu oddział wycofał się bez strat.
Następne ataki Grupy Kampinos w dniach 1-2 sierpnia 1944 roku były nieudane, lotniska nie udało się opanować, a partyzanci ponieśli straty.
Lotnisko wznowiło działalność latem 1945, ale ruch lotniczy stopniowo wygaszano. Zostało likwidowane w 1950, a w 1951 znalazło się ono w granicach administracyjnych miasta. W latach 60. wybudowano tam m.in. osiedle Wrzeciono. Przy ul. Marymonckiej pozostały budynki zajmowane przez wojsko, m.in. przez 103 Pułk Lotniczy z Nadwiślańskich Jednostek Wojskowych. Obecnie wojsko zajmuje niewielki fragment dawnego terenu.
Przy ul. Michaliny, na skraju zespołu Dęby Młocińskie, znajduje się upamiętnienie żołnierzy AK poległych podczas ataku na lotnisko bielańskie podczas powstania warszawskiego w sierpniu 1944.